# 穀物の収穫 (ブリューゲル)
『穀物の収穫』（こくもつのしゅうかく、蘭: De korenoogst、英: The Harvesters）は、初期フランドル派の巨匠ピーテル・ブリューゲルが1565年に板上に油彩で制作した絵画である。7月か8月、または晩夏の収穫時期を描いたものである。 作品は、アントウェルペンの金融業者で美術収集家でもあったニコラース・ヨンゲリンク により委嘱された。作品は1919年以来、ニューヨークのメトロポリタン美術館に所蔵されている。

## 背景
本作は、1年の異なる時期を描いた「季節画」6連作（5点が現存する）のうちの1点である。制作を依頼した二コラース・ヨンゲリンクは、ハプスブルク家の為政者に仕えた人物で、彼はこの連作以外にも『バベルの塔』、『ゴルゴタの丘への行進』（ともにウィーンの美術史美術館所蔵）など16点のブリューゲル作品を所有していた重要なパトロンであった。
ヨンゲリンクは、アントウェルペンの郊外テル・ベーケに広大な敷地と別荘を持ち、その1室に「季節画」6連作を飾った。当時、ヨンゲリンクなど富裕層の人々は、経済活動の激務から解放されるために週末に近郊の別荘のサロンで文化交流を享受していた。ヨンゲリンクの別荘には、イタリア・ルネサンス様式を導入したフランス・フロリスの神話画連作『ヘラクレスの功業』も掛けられていた。ヨンゲリンクと知識階級の友人たちは、フロリスの古典古代の英雄的主題とブリューゲルの雄大な自然の中で勤勉に働く農民讃歌の対比に大いに議論を楽しんだであろう。
ブリューゲル研究者の森洋子によると、フランドルの聖務日課書や時祷書、フランドル、ドイツ、フランスなどの月歴版画とブリューゲルの「季節画」の相違は、ブリューゲルが農民を主人公として描き、貴族や市民の月歴行事を描かなかったことである。また、ブリューゲルは月々の伝統的な農事に捉われることなく、季節感にあふれた自然環境の中で勤勉に働く農民を讃えている。

## 作品
『暗い日』(美術史美術館) では暗褐色、『干草の収穫』 (プラハ国立美術館) では黄緑色が基調をなしているのに対し、本作では黄金色が基調をなしている。この作品ではブリューゲルが好んだ雄大な山岳風景は見当たらず、連作の中では異質である。海辺の農耕地に限定されているだけに、特定地域の実景を再現したかのような親近感のある風景になっている。
本作では、ブリューゲルの多くの作品のように農民とその労働に焦点が当てられており、当時の風景画に一般的な宗教的主題は持っていない。構図の中心は前景の大きなナシの木である。真夏の昼時に、なお麦刈りに励む農夫もいれば、すでに昼食をしたり、昼寝をしている農夫などもいる。描かれている大鎌は普通牧草用で、麦を刈るのは珍しく、民俗学者L・テウヴィッセンの研究によれば、リンブルフ州 (オランダ) ケンペン地方のみの習慣である。この事実は、ケンペン地方がブリューゲルの生地の候補地から近いということから興味深い。
6月と7月の2ヵ月の表現となっている『干草の収穫』 (プラハ国立美術館) と異なり、本作品は8月のみの表現となっている。オランダ語で8月の俗称は「収穫の月」 (Oogtmaand)、「小麦の月」 (Koornemaand) とも呼称される。収穫時の昼食はごく簡素で、パンと果物か、パップと呼ばれる一種のお粥だけである。目を引くのは、食事をしている農民もいれば、麦を収穫している農民もいることで、それは、すなわち食物の生産と消費が描かれていることになる。
画面は、16世紀のベルギーの田舎の生活を表す数々の行動を表している。たとえば、右端の人物は木からリンゴを落としている。中央左寄りの背景の草原では、ボール投げを楽しんでいる子供たち (あるいは、ブラッド・スポーツの鶏投げに参加している人々) が見える。メトロポリタン美術館は、本作を「西洋絵画史における分水嶺」であり、「最初の風景画」であると呼んでいる。 距離感が、小麦畑の間を通って束を運んでいる農民たち、池で入浴している人々、遊んでいる子供たち、遠くの船によって生み出されている。

## 連作
「季節画」連作中、現存するのは以下の作品である。

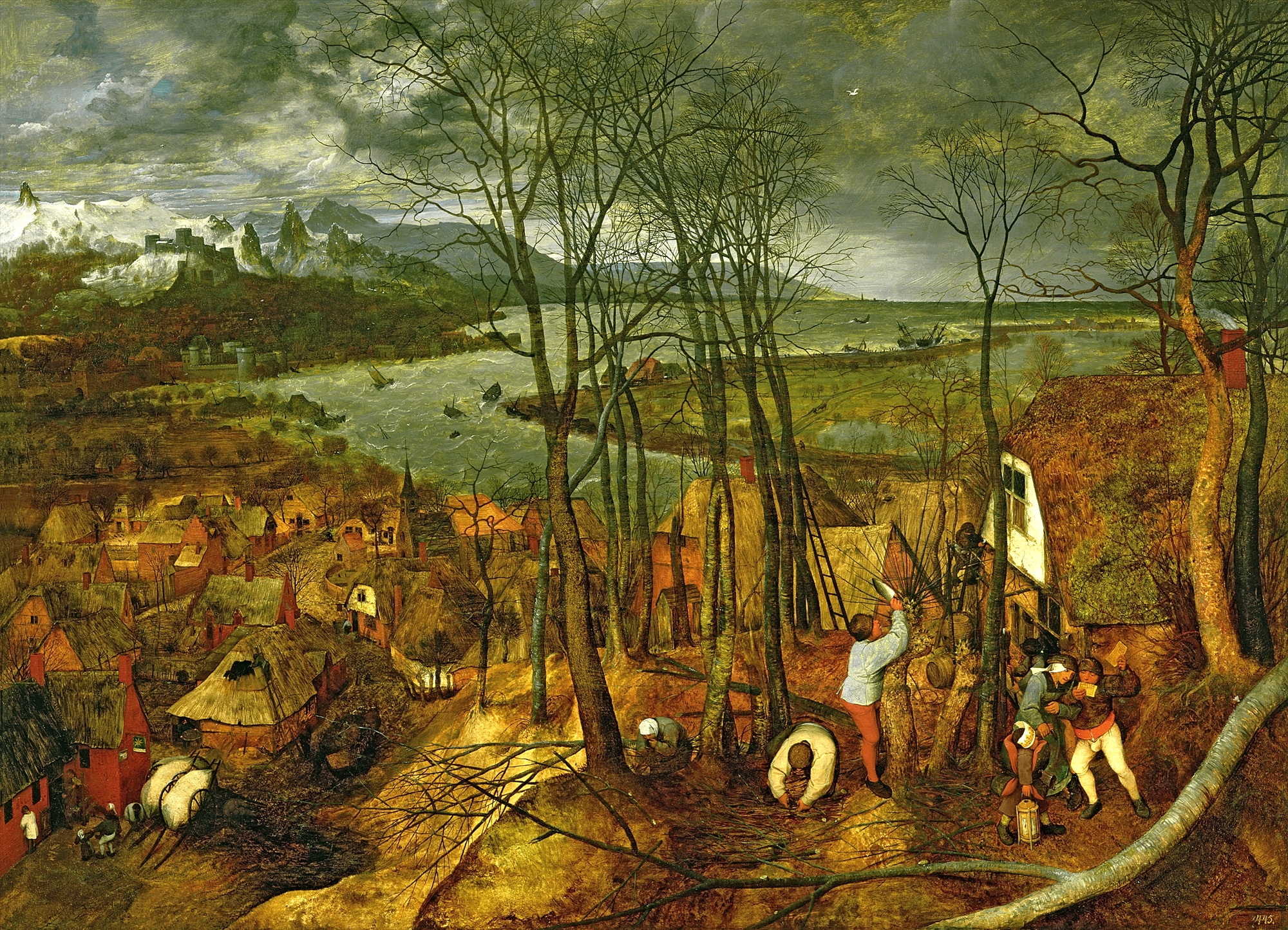
『暗い日』、美術史美術館 (ウィーン)
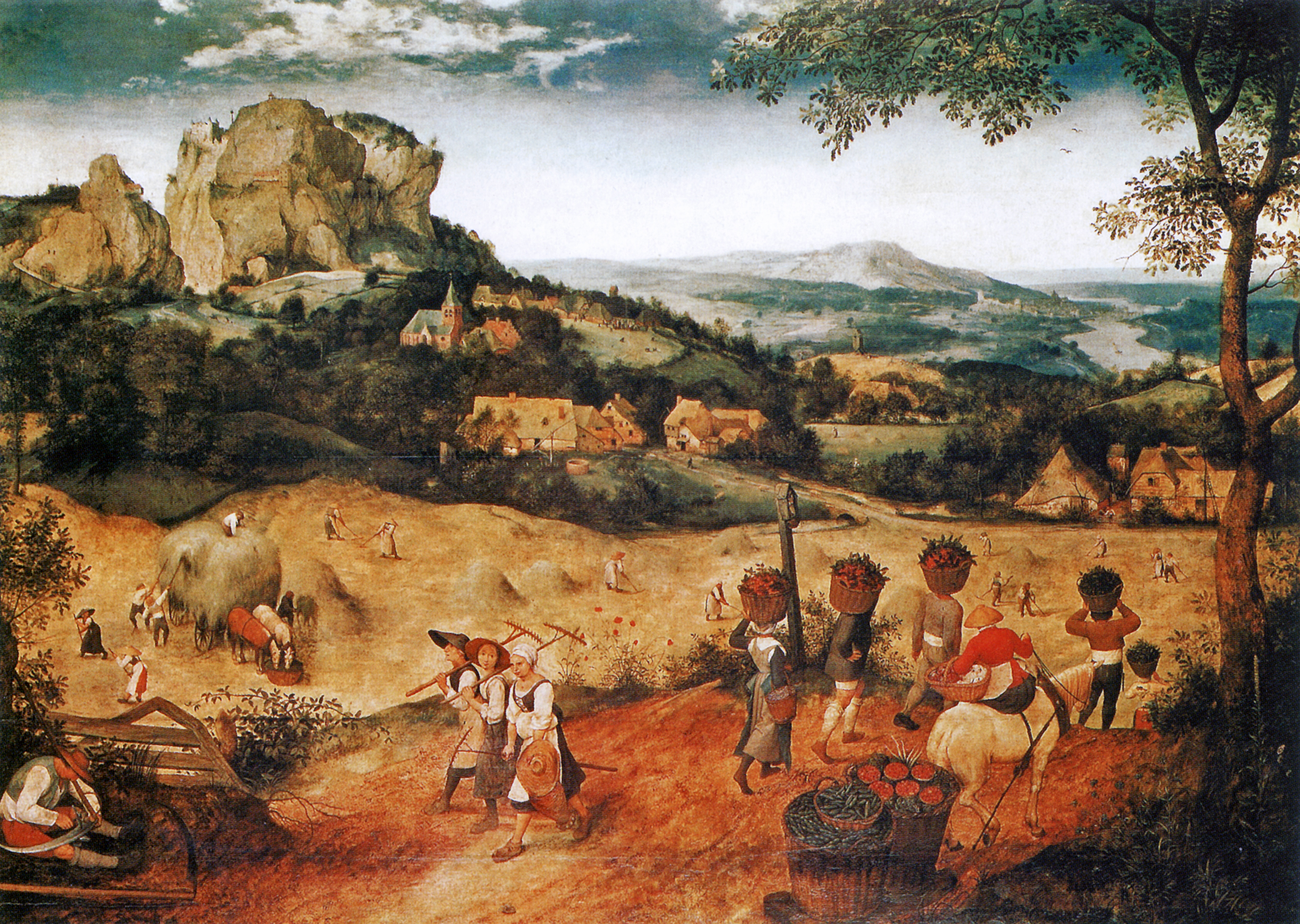
『干草の収穫』、 プラハ国立美術館
『穀物の収穫』、メトロポリタン美術館
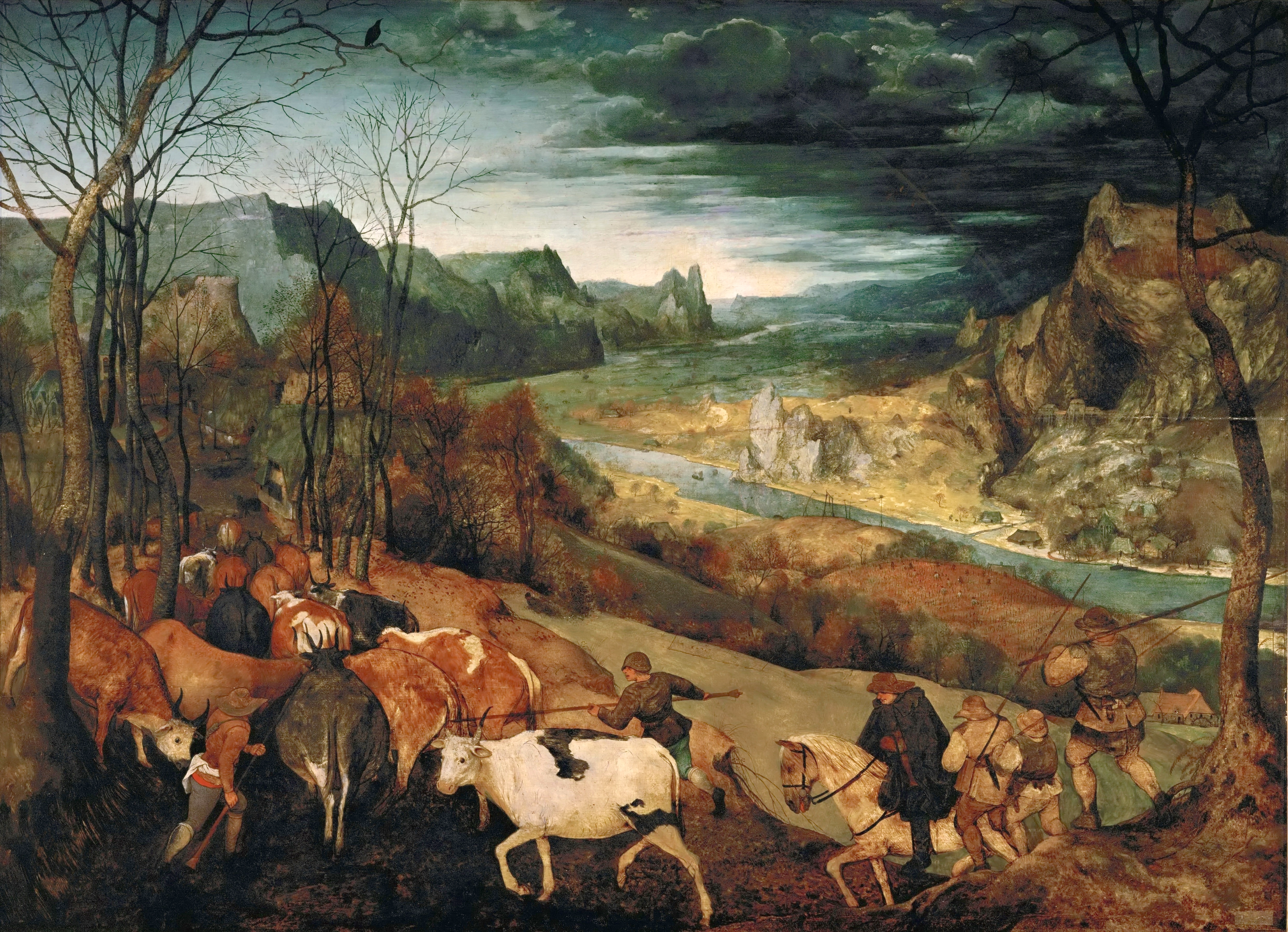
『牛群の帰り』、美術史美術館 (ウィーン)
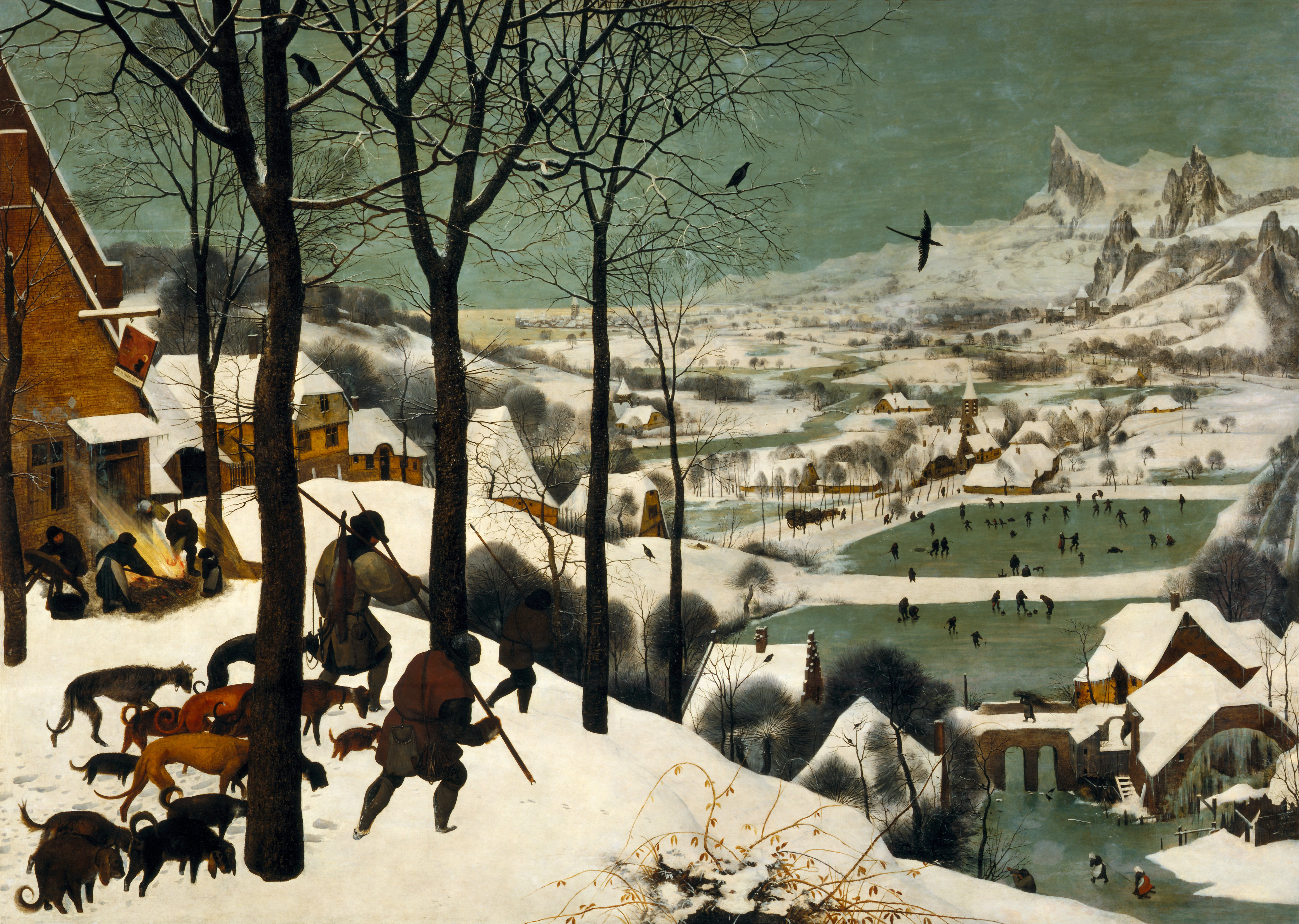
『雪中の狩人』、美術史美術館 (ウィーン)